# Joseph Philippe de Clairville
Joseph Philippe de Clairville (* 1742 in Südfrankreich oder Paris; † 31. Juli 1830 in Winterthur) war ein französischer Botaniker und Entomologe.
Sein botanisch-mykologisches Autorenkürzel lautet „Clairv.“ 

## Leben
Joseph Philippe wurde 1742 in Südfrankreich oder Paris geboren. Später zog Clairville in die Schweiz, wo er in Nyon und später in Bex eine Sammlung von Walliser Pflanzen und Schmetterlingen anlegte.
1782 zog Clairville nach Winterthur, wahrscheinlich trug Johann Sebastian von Clais nicht unwesentlich zu diesem Ortswechsel bei. 1788 erwarb er dort das Landhaus zum Bühl und legte bei diesem einen botanischen Garten an. Von 1791 bis 1798 gab Clairville sieben Hefte über Gartenpflanzen heraus. Danach arbeitete er bis 1806 an der Entomologie helvétique, einem zweibändigen Werk über in der Schweiz lebende Käfer, in dem er neue Regeln zur Bestimmung und Kategorisierung von Käfergattungen aufstellte, die sich bis heute nicht geändert haben.
Während der Französischen Revolution und der damit einhergehenden Besatzung der Schweiz hielt sich Clairville in Süddeutschland auf, wo er die Naturgeschichte der Hof- und Stubenvögel von Johann Matthäus Bechstein übersetzte und erweiterte.
Zurück in Winterthur erschien 1811 sein botanisches Hauptwerk Manuel d’herborisation en Suisse et en Valais. Sein Herbar und seine Privatbibliothek vermachte er nach seinem Tod der Stadtbibliothek Winterthur. Das Herbar wurde von der Stadtbibliothek 1901 dem Botanischen Institut Zürich geschenkt. Seine Käfersammlung befindet sich heute im Naturhistorischen Museum Basel.

## Ehrungen
Nach ihm benannt wurde eine Pflanzengattung Clairvillea DC. aus der Familie der Korbblütler (Asteraceae).